# Pete Levin
Peter 'Pete' Levin (Boston, 20 december 1942) is een Amerikaanse jazzmuzikant (piano, orgel, keyboard).

## Biografie
Levin werd bekend als een oud lid van het Gil Evans Orchestra, met wie hij tot halverwege de jaren 1980 regelmatig optrad en verschillende albums opnam, zoals Svengali (1973), The Gil Evans Orchestra Plays the Music of Jimi Hendrix (1974), There Comes a Time (1975), Live at the Public Theatre (New York, 1980) en Live at Sweet Basil (1985). Tijdens de jaren 1980 werkte hij samen met de Jimmy Giuffre 4, te horen op het album Quasar. In 1984 speelde hij in de fusionband van John Scofield, vanaf 1988 met Lew Soloff (Little Wing, 1991). Levin werkte ook in het trio met zijn broer, bassist Tony Levin en drummer Danny Gottlieb. Vanaf 1990 nam hij een aantal albums op onder zijn eigen naam, voornamelijk bij het Gramavision-label. In 2007 trad Levin op met Joe Beck, Harvey Sorgen en Ernie Colon in de New Yorkse Knitting Factory.
- Biblioteca Nacional de España: XX1567172
- Gemeinsame Normdatei: 134579607
- International Standard Name Identifier: 0000 0000 2991 6320
- Library of Congress Control Number: n91066605
- MusicBrainz: 32749dc0-475d-4b21-a89d-012929020dcc
- Système universitaire de documentation: 234445777
- Virtual International Authority File: 75492924
- WorldCat: E39PBJvd3QMtYXTWvGpfrwBwYP